# Nosečnica
Nosečnica (lat. gravida) je ženska, ki nosi v sebi plod.
V medicini se uporabljajo tudi izrazi, ki opisujejo zaporedno nosečnost ženske: nuligravida (ženska, ki še ni bila noseča), primigravida (ženska, ki je noseča prvič), multigravida (ženska, ki je bila noseča večkrat). Pri tem šteje vsaka nosečnost, tudi če je prišlo do splava.